# فرانك كوكي
فرانك كوكي (22 سبتمبر 1862 في أستراليا - 10 يونيو 1933 في نيوزيلندا) (بالإنجليزية: Frank Cooke)‏ هو محامي ولاعب كريكت نيوزلندي. لعب مع Nelson cricket team ‏ وفريق أوتاغو للكريكت ‏.

## وصلات خارجية
- فرانك كوكي على موقع إي آس بي آن كريك إنفو (الإنجليزية)